# Observatório Višnjan
Observatório Višnjan (em croata:  Zvjezdarnica Višnjan) é um observatório astronômico localizado próximo ao vilarejo Višnjan na Croácia. Ele é dirigido por Korado Korlević.
Em 2003 eram creditados cerca de 1748 descobertas ao observatório.
O observatório recebe diversos programas de verão para a juventude nos campos da astronomia, arqueologia, biologia marinha e outras disciplinas.